# Parque Nacional Jigme Dorji
O  Parque Nacional Jigme Dorji, nomeado em homenagem de Jigme Dorji Wangchuck, é o segundo maior parque nacional do Butão. Ele ocupa quase todo o distrito de Gasa, bem como as áreas do norte dos distritos de Thimphu, Paro, Punakha, e Wangdue Phodrang. Ele foi criado em 1974 e se extende por uma área de 4316 km², ocupando assim as três zonas climáticas do Butão, com altitudes que variam de 14000 até 7000 metros. Cerca de 6.500 pessoas em 1.000 famílias vivem dentro do parque, da agricultura de subsistência e da criação de animais. Está listado provisoriamente na Lista Tentativa de Bhutan para a inclusão da UNESCO.

## Flora e fauna
O parque abriga 37 espécies conhecidas de mamíferos, incluindo várias espécies ameaçadas ou quase ameaçadas de extinção, como o takin, leopardo-das-neves, leopardo-nebuloso, tigre-de-bengala, bharal ou carneiros-azul-do-himalaia, cervos-almiscarado-negro, urso-negro-do-himalaia, panda-vermelho, cão-selvagem-indiano e lagarto-manchado. É também lar do leopardo-indiano, serau-do-himalaia, sambar, Muntiacus, goral, marmotas, pikas e mais de 300 espécies de aves. É também o único parque do Butão onde podem ser encontrados juntos o animal (takin), flor (papoula-azul), ave (corvo) e árvore (cipreste) nacionais.

## Cultura
O Jigme Dorji também possui locais de importância cultural e econômica significativa. Os montes Jomolhari e Jitchu Drake são cultuados como lar das deidades locais. As fortalezas de Lingshi Dzong e Gasa Dzong são locais de importância histórica. Os rios Mo Chhu, Wangdi Chhu e Pa Chhu nascem nos lagos glaciais localizados no parque.

## Glaciares
O parque nacional de Jigme Dorji cobre a maior parte do norte do distrito de Gasa, incluindo a maior parte dos gewogs de Lunana e Laya. Estes gewogs são os locais de alguns dos mais notáveis e precários glaciares do Butão.  Esses glaciares descongelaram significativamente ao longo da história registrada, causando danos mortais e destrutivas inundações explosivas de lagos glaciares. As principais geleiras e lagos glaciares do parque são as Thorthormi, Luggye, e Teri Kang. Quando as estações permitem, são montados acampamentos temporários de trabalhadores no parque, cujo trabalho consiste em reduzir os níveis de água no local, de modo a reduzir o risco de inundações a jusante.